# Filme peplum
Peplum (do latim peplum, por empréstimo ao grego antigo  πέπλος , translit. péplos: 'túnica') é um subgênero de filme épico originário da Itália. Também é referido como espada e sandália (do inglês sword and sandal)  ou filme de sandália.

## História
Produzidos durante as década de 1950  e 1960, os filmes peplum são inspirados em temas bíblicos, mitológicos ou ambientados na Antiguidade. O vocábulo peplum refere-se às togas usadas pelos personagens desses filmes. O termo apareceu pela primeira vez na edição de maio de 1962, da revista Cahiers du Cinéma, no artigo  "L'âge du péplum", do crítico francês Jacques Siclier, o qual utilizou metonimicamente a palavra péplum (em português, 'peplo'): uma espécie de túnica feminina sem mangas e presa ao ombro, usada na Grécia Antiga.
Trata-se de um subgênero de épicos históricos ou bíblicos, em grande parte italianos, que dominou a indústria do cinema italiano entre 1958 e 1965. Acabaria sendo substituído, em 1965, pelo Western spaghetti. O peplum tentou imitar as produções de grande orçamento de Hollywood, épicos históricos da época, como Spartacus, Sansão e Dalila e Os Dez Mandamentos.
Os termos "peplum" e "espada-e-sandália" foram usados de uma forma condescendente por críticos de cinema. O diretor italiano Vittorio Cottafavi nomeou o gênero Neo-Mitologia.
Invariavelmente utilizava-se um verdadeiro evento histórico ou bíblico, usado como pano de fundo, para um conto de aventura heróica simplista. É uma classe específica de filmes de aventura ou fantasia que tenham referências bíblicas, medievais ou provenientes da Antiguidade Clássica, contendo temas baseados de forma vaga da mitologia, história, ou em outras culturas contemporâneas do tempo, como às dos egípcios, assírios e etruscos.
A maioria conta com um protagonista dotado de força sobre humana, como Hércules, Sansão, Golias, Ursus ou Maciste. Eles têm a missão de resgatar princesas cativas de déspotas tirânicos e lutam com criaturas mitológicas. Contudo, nem todos os filmes são baseados na fantasia. Personalidades históricas reais comparecem, tais quais, Júlio César, Cleópatra, e Aníbal, apesar do pouco cuidado em relacioná-las aos fatos verdadeiros. Gladiadores, piratas, cavaleiros, viquingues, e escravos, que se rebelam contra imperadores tirânicos, também são personagens recorrentes.
O subgênero aparece por volta de 1958 com Le fatiche di Ercole, no qual o papel de Hércules coube a Steve Reeves, ex-Mister Universo. Além de Hércules, outros heróis recorrentes nessas produções de baixo orçamento eram Ursus e Maciste, ambos inspirados em Hércules e Sansão.
Os heróis mitológicos, literários ou bíblicos, assimilados a alguns gladiadores, eram os personagens preferidos como Sansão, Hércules, Jasão e os Argonautas, ou o famoso Maciste, nascido por influência de Gabriele D'Annunzio.
Essas películas conseguiram conquistar a crítica e alcançaram um bom sucesso de público, ao ponto de convencer os produtores italianos a investir no gênero. Foram produzidas, portanto, algumas obras que se caracterizam por uma particular seriedade da trama, algo que será rapidamente perdida no decênio sucessivo. Em certos casos, como em Ulisses, o papel de protagonista foi cedido ao célebre ator norte-americano Kirk Douglas.
O êxito de Le fatiche di Ercole e de sua segunda parte, denominada Ercole e la regina di Lidia (1959), levou ao estabelecimento de uma verdadeira indústria do subgênero na Itália. Cenários e figurinos eram reciclados, servindo a vários filmes produzidos em série. As produções apresentavam características muito semelhantes, independentemente da história que estivesse sendo contada ou do herói que a protagonizasse.
Havia sempre um governante sem escrúpulos que subjugava a população. O herói solitário chega à cidade oprimida e compromete-se a libertá-la. O pérfido governante tenta acabar com o herói durante todo o filme, mas acaba sendo morto pelo protagonista, geralmente em uma batalha. Nessa contenda final, a cidade se rebela contra o ditador.
- As aventuras do herói giram em torno de uma trama de intrigas palacianas urdidas pelo vilão.

- Os personagens femininos se limitam a uma donzela em apuros (geralmente loura) e uma malvada (geralmente morena). Dentre as atrizes que iniciaram a carreira nesses papéis está Jayne Mansfield.

- Completa perversão da realidade histórica ou mitológica, o que é mais um pretexto do que um contexto.

## Ver Também
- Filme de capa e espada